# Сулейменов, Ибрагим Абдурахманович
Ибраги́м Абдурахма́нович Сулейме́нов (11 февраля 1953, Жалагашский район, Кзыл-Ординская область — 7 мая 2020, Москва) — генерал-майор, военный комиссар Чеченской Республики, депутат Государственной думы Российской Федерации II созыва, эксперт Министерства обороны России.

## Биография
Чеченец. Родился в депортации, 11 февраля 1953 года в с. Мадениет Жалагашского района Кзыл-Ординской области Казахской ССР.
- 1970 — окончил Гунинскую среднюю школу Веденского района Чечено-Ингушской АССР.
- 1971 — призван в Советскую Армию.
- 1977 — окончил Ленинградское высшее военно-политическое училище ПВО.
- 1985 — окончил Военно-политическую Академию им. В. И. Ленина (Москва). Был заместителем командира отдельной роты по политической части, заместителем командира зенитно-ракетного дивизиона ПВО, начальником политотдела радиотехнического и зенитно-ракетных полков, начальником политотдела зенитно-ракетной бригады ПВО.
- В 1991 году активно поддержал Джохара Дудаева. Был одним из организаторов Национальной гвардии Чечни, затем работал начальником Службы национальной безопасности Ичкерии. Был членом парламента ЧРИ от Веденского района. Осенью 1992 года перешёл в оппозицию и стал членом парламентской фракции «Бакъо» (чечен. «Справедливость»). В 1994 году был арестован сторонниками Дудаева[2].
- 1995—1996 — военный комиссар Чеченской Республики.
- 7 ноября 1995 года — Персональным Указом Президента Российской Федерации присвоено воинское звание генерал-майор.
- 17 декабря 1995 года был избран депутатом Государственной думы от Чечни[3].
- 1996—2000 — депутат Госдумы Федерального Собрания РФ II-го созыва, член Комитета по обороне.
- 1998 — окончил Военную Академию Генерального Штаба ВС РФ — единственный среди чеченцев за всю её историю.
- 2000—2002 — военный комендант Ачхой-Мартановского района Чечни.
- 2002—2003 — заместитель военного коменданта Чечни.
- 2003—2005 — заместитель командующего горной группировкой войск в Чеченской Республике.
- 2005 — депутат Народного Собрания Парламента Чеченской Республики.
- 12 октября 2008 года — депутат Парламента Чеченской Республики.

## Награды
Ордена
- «Орден Мужества»
- «За военные заслуги»
- «За службу Родине в Вооруженных силах СССР III степени»
- «За развитие парламентаризма в Чеченской Республике».
- наградное оружие - именной 5,6-мм пистолет Марголина (февраль 2007) от министра обороны РФ[4]

Медали
Более 20. Среди них:
- Медаль «За заслуги перед Чеченской Республикой»;
- Медаль «За трудовое отличие».